# Petit-Failly
Petit-Failly – miejscowość i gmina we Francji, w regionie Grand Est, w departamencie Meurthe i Mozela.
Według danych na rok 2000 gminę zamieszkiwały 64 osoby, a gęstość zaludnienia wynosiła 8 osób/km² (wśród 2335 gmin Lotaryngii Petit-Failly plasuje się na 981. miejscu pod względem liczby ludności, natomiast pod względem powierzchni na miejscu 747.).